# Colom rupestre
El colom rupestre (Columba rupestris) és una espècie de la família dels coloms (Columbidae) que habita penya-segats a les muntanyes d'Àsia oriental i Meridional, a l'est del Kazakhstan, Turquestan, Mongòlia, sud de Sibèria, nord de l'Índia, Tibet, nord de la Xina i Corea.